# Erythrolamprus pyburni
Espèce
Synonymes
- Umbrivaga pyburni Markezich & Dixon, 1979

Statut de conservation UICN

 DD  : Données insuffisantes
Erythrolamprus pyburni  est une espèce de serpents de la famille des Dipsadidae.

## Répartition
Cette espèce est endémique du département de Meta en Colombie.

## Étymologie
Cette espèce est nommée en l'honneur de William Frank Pyburn.

## Publication originale
- Markezich & Dixon, 1979 : A new South American species of snake and comments on the genus Umbrivaga. Copeia, vol. 1979, no 4, p. 698-701.